# 会津御蔵入騒動
会津御蔵入騒動（あいづおくらいりそうどう）は、江戸時代中期に陸奥国会津地方の南山御蔵入領で起こった百姓一揆。
五万石騒動、南山一揆、南山御蔵入騒動ともよばれる。

## 概要
江戸幕府の直轄地であった南山御蔵入領の百姓は、年々厳しくなる年貢や廻米・新規徴税に限界を感じ、1720年（享保5年）11月に約800人で田島代官所を取り囲んだ。
さらに、百姓の代表15名が江戸へ登り、幕府勘定所へ13ヶ条の訴状を提出。領内全域の一揆態勢を整え、幕府の沙汰を待った。
対する幕府は本格的な取り調べを開始し、一揆を解体させるための策を練る。それは百姓の代表が国許に不在の隙をついて、領内の百姓が本当に代表を委任したかどうか、領内全戸を取り調べるという作戦だった。
この一人ずつの取り調べに恐怖を感じた百姓は、処罰を恐れて「資金の徴収を強制された」「村八分を恐れて加わった」などと保身のための供述を行い、一揆の代表者は訴えの大義名分を失ってしまった。
これにより幕府は、農民を扇動して一揆を企んだという罪で、小栗山喜四郎など6人を斬首とし、首は田島の鎌倉崎に晒された。
一方、幕府は代官の山田八郎兵衛を罷免し、南山を会津藩の預地とすることによって、実質的に江戸廻米の中止や新税の一部廃止など、百姓の要求も一部実現されることとなった。

現在、丸山公園内の旧南会津郡役所の裏手に義民を顕彰する石碑が建てられている。